# ファーンズワース・ライト
ファーズワース・ライト（Farnsworth Wright、1888年7月29日 - 1940年6月12日）とは、パルプ雑誌『ウィアード・テイルズ』の編集長。

## 概要
パルプ雑誌『ウィアード・テイルズ』の2代目編集長で経営難を跳ね退け、同誌を躍進させた黄金時代を支えた立役者として知られる。幅広いタイプの優秀な作家陣やカバーイラストに魅力的なクリエイターを登用し、敏腕編集者として活躍した。特にジャンルが怪奇小説であったこともあり残虐な描写や宗教的に問題のある題材に苦心したようである。
ジャック・ウィリアムスンには、“もっとも偉大なファンタジー編集者”と称され、ロバート・ワインバーグは、作家は、雑誌に作品を載せなければ何も出来ないという意味合いを含め“ファンタジー界に最も影響力のあった編集者”と呼んだ。一方、有名作家たちの作品を掲載拒否したという点で彼らのファンから快く思われておらず、しばしばライトの功罪とまで指摘される。取り分けロバート・ブロックは、10歳の頃から同誌を読みラヴクラフトのファンで本人も同誌に作品を提出した作家の一人である経歴から“か細い声で話す背の低い男”という酷評を与えている。ただしブロックの指す特徴は、ライトが苦しんだパーキンソン病によるものである。

## 生涯

### 前の経歴
ライトは、カリフォルニア州サンタバーバラで生まれ、ネバダ大学リノ校とワシントン大学で教育を受けた。ここでワシントンジャーナリズムの部員になり3年間活動して編集長を務め、1914年に卒業した。在学中、1913年7月27日、ウェストポートでルームメイトのジョン・P・ラウエンと海水浴をしていると渦潮に巻き込まれ、ラウエンが溺死するという経験をしている。
卒業後、シアトル・サンの記者として働いていたが1917年に第一次世界大戦により陸軍に招聘された。彼の1年間の任務は、「ローズタウン町事務所の通訳」となっている。
ライトの母は、彼に音楽の造詣を与え、彼は、シェイクスピアや音楽に関する評論などを執筆していた。1923年にJ・C・ヘナバーガーがパルプ雑誌『ウィアード・テイルズ』を創刊すると自作の詩を提出し、同誌の編集作業に参加するようになった。はじめシカゴ・ヘラルドで音楽評論家をしながらも、やがてウィアード・テイルズのチーフ原稿読者になった。ライト自身も作品をウィアード・テイルズの初期に掲載していたはずだが本人は、忘れてしまったとしている。またシェイクスピアに関する本を出版したいと考えていたが1925年には、企画しただけでパーキンソン病のために挫折している。

### 編集長時代
ヘナバーガーがウィアード・テイルズを創刊した当初、初代編集長エドウィン・ベアードが編集作業を行っていたが既に4万ドルから6万ドル（現在の50万～84万ドル相当）の負債があり、これらのためにヘナバーガーは、他の雑誌のタイトルを売却したり印刷会社ポピュラー・フィクション・パブリッシングなどと交渉し、隔月にするなどして持ち堪えていた。エドガー・アラン・ポーのファンだったヘナバーガーは、ホラー作品に絞った専門誌を望んでおり、そのためにウィアード・テイルズを何としても守りたい一心でやり繰りしていたがライトは、ヘナバーガーからコントロールを預かると紙面の刷新を図った。
ライトは、ウィアード・テイルズの掲げる「ユニークなストーリー」を達成するため幅広い作家陣を集めた。剣と魔法ファンタジー、『英雄コナン』のロバート・E・ハワード、宇宙と科学、呪文を折り合わせた宇宙的恐怖（コズミック・ホラー）のラヴクラフト、探偵小説のシーベリイ・クイン、E・ホフマン・プライス、オリエンタルファンタジーのフランク・オーウェン、SF作家のエドモンド・ハミルトン、ポール・フレデリック・エルンスト、ニクジン・ウィルストン・ディアルイスなどである。これは、ヘナバーガーがポーやマッケンのような作品に絞ったために売り上げが落ち込んだ、その解決策といえる。
E・ホフマン・プライスが1925年7月号から6ヶ月『Stranger from Kurdistan』を執筆した時、イエス・キリストとサタンが会う場面がありライトは、読者の反応を心配した。しかし好評を受け、彼は、1929年12月号に再集録した。プライスの『The Infidel's Daughter』が出版された時は、クー・クラックス・クランから苦情が来ている。ジョージ・フィールディング・エリオットの『The Copper Bowl』では、人をネズミに食わせる拷問なども登場したがライトは、掲載している。
ヘナバーガーは、より目立つようにベッドシーツサイズのパルプ紙に切り替えていたがライトは、これを標準の物に戻した。また表紙のイラストレーターにマーガレット・ブランダージを起用するなどした。ブランダージは、女性のヌードや怪物を得意としていた。彼女は、シーベリイ・クインの作品をイメージして表紙をデザインしていた。ヴァージル・フィンレイは、1935年にはじめて作品をライトに送った。ライトは、彼の作品がパルプ雑誌では、上手く印刷されていないと考え印刷会社と交渉するなどした。1939年、ニューヨーク市長フィオレッロ・H・ラ・ガーディアは、性的な発刊物を取り締まるキャンペーンを行い、これは、効果があったらしく表紙は、穏やかなデザインに移行していった。致命的だったのは、1938年にデラニー社がウィアード・テイルズを買収し、カバーイラストの報酬を50ドルに値下げしたことにあった。当時、平均的に90ドルだった報酬に対し、ライトは、新人のフィンレイにも100ドルを支払っており、これは、明らかに品質の低下を招いた。
長年、ウィアード・テイルズは、競合相手がいない状態が続いたが1926年にＳＦ専門誌『アメージング・ストーリーズ』や1939年には、ジョン・W・キャンベルが編集を務める『アンノウン』が登場する。取り分けロバート・E・ハワードのような剣と魔法ファンタジーは、根強い人気があったもののSF人気が高まっていることをライトも承知しており、フリッツ・ライバーの作品は、はじめライトによって断られ、彼がアンノウンに持ち込むとキャンベルからは、「これらは、ウィアード・テイルズに持っていく方が良い。」と返されてしまった。結局、ライバーの作品は、ウィアード・テイルズから発表された。ウィアード・テイルズにSFとファンタジーがどの程度の比率で掲載されるかは、作家陣も議論していたらしくライトも頭を悩ませていた。この時代の多くのファンタジー作品は、ウィアード・テイルズから発表され続けた。しかしファンタジー作品もトールキンのような首尾整った世界観の作品が登場し始め、これまでの西部劇の銃を剣に置き換えたマッチョと美女の路線からは、人気が移っていった。
1936年にロバート・E・ハワードが自殺、1937年にラヴクラフトが癌による栄養失調で死去、クラーク・アシュトン・スミスは、報酬が低いとして作家を引退してしまう。1938年には、デラニー社がポピュラー・フィクション・パブリッシングからウィアード・テイルズを買収し、利益向上を計り印刷用紙やサイズ変更を行った。低品質で厚い紙と価格調整のためにページ数を増したウィアード・テイルズは、分厚くなったものの売り上げは、目に見えて悪化し、すぐにページ数が減らされ発刊も隔月になってしまう。ライトも1920年から苦しみ続けたパーキンソン病により1940年6月12日、ニューヨークにおいて51歳で死去した。
ウィアード・テイルズの1940年11月号にシーベリイ・クインによるライトへの訃報が捧げられた。

### ラヴクラフトとの関係
編集者は、影の存在だがライトの場合、「ウィアード・テイルズの名物編集長」あるいは、「ラヴクラフトの編集者」として広く知られる結果となった。
大きな負債を抱え、経営難にあったウィアード・テイルズの前任者ベアードが解雇され、代わりに編集長に就任したライトは、作家たち、特にラヴクラフトの作品の掲載を断るようになったといわれている。しかし実際には、ベアードも掲載拒否（ボツ）を出しており過敏に作家たちと関係が悪かった訳でもなかったといえる。
ラヴクラフトは、自身の作品より手紙の方が多く残っていて彼の作家活動を遡っていくとライトの名前が出てくる。たとえばラヴクラフトの代表作である「クトゥルフの呼び声」はライトに受理されなかったが、シカゴを訪れたドナルド・ワンドレイが再考を促し（一方ワンドレイ自身も「赤い脳髄」を没にされており、ラヴクラフトがライトに再考を求めている）、ラヴクラフトが他誌に移籍しかねないと脅すことによって1928年2月号における掲載にこぎ着けたという経緯がある。ライトは短い作品を好んだが、ラヴクラフト後期の傑作は長めの話が多いため没にされがちで、「インスマウスの影」も「狂気の山脈にて」も受理されていない。ラヴクラフト以外の作家ではロバート・E・ハワードが「氷神の娘」を、クラーク・アシュトン・スミスが「七つの呪い」（次から次へと呪いが続くだけの話だというのが、ライトに受理されなかった理由だった）を没にされている。オーガスト・ダーレスはいったん没にされた原稿を書き直さずに寝かしておき、しばらく経ってから何食わぬ顔で再提出することすらあったが、ライトは以前と同じものと気づかずに受理していたという。ライトは作家を勇気づけることもあれば意気を挫くこともあったが、いずれの場合も合理的な理由に欠けていた。それでも「ウィアード・テイルズが比較的ありがちな量産型パルプホラー雑誌を脱し、伝説となったのはライトの功績である」とマイク・アシュリー（Mike Ashley）は評している。

ライトに対し、ラヴクラフトは、1927年7月5日に有名な手紙を送っている。
「さて、わたしの小説のすべては、人間一般の習わし、主張、感情が広大な宇宙全体においては、何の意味も有効性ももたない根本的な前提に基づいています。わたしにとって人間の姿―――そして局所的な人間の感情や様態や規範―――が、他の世界や他の宇宙に本来備わっているものとして描かれている小説は、幼稚以外の何物でもありません。時間であれ、空間であれ、次元であれ、真の外来性の本質に達する為には、有機生命、善と悪、愛と憎、そして人類と呼ばれる取るに足らない儚い種族の限定的な属性が、すべて存在すると忘れ去らねばならぬのです。人間の性質を帯びるものは、人間が見るものや、人間である登場人物に限定されなければなりません。これらは、（安っぽいロマンチシズムでなくて）徹底したリアリズムでもって扱う必要がありますが、果てしない慄然たる未知の領域―――影の集う外界―――に乗り出すときには、忘れる事なくその戸口に置いて、人間性というもの―――そして地球中心の考え方―――をふり捨てなければならないのです。」
Now all my tales are based on the fundamental premise that common human laws and interests and emotions have no validity or significance in the vast cosmos-at-large. To me there is nothing but puerility in a tale in which the human form—and the local human passions and conditions and standards—are depicted as native to other worlds or other universes. To achieve the essence of real externality, whether of time or space or dimension, one must forget that such things as organic life, good and evil, love and hate, and all such local attributes of a negligible and temporary race called mankind, have any existence at all. Only the human scenes and characters must have human qualities. Thesemust be handled with unsparing realism, (not catch-penny romanticism) but when we cross the line to the boundless and hideous unknown—the shadow-haunted Outside—we must remember to leave our humanity and terrestrialism at the threshold.
この手紙は、『クトゥルフの呼び声』の掲載までのやり取りで送られたとされ、ラヴクラフトの信条である宇宙的恐怖を表現した文章として取り上げられることが多い。
ライトは、ラヴクラフトの死後に1937年10月号に訃報と共に『忌まれた家』を収録した。これも1924年10月に執筆されたもので長い間、掲載される機会がない作品だった。ライトは、ラヴクラフトが残したストックを幾らかウィアード・テイルズで発表したが、さらにその残りは、アーカムハウスから出版された。

### パーキンソン病
1920年からライトは、パーキンソン病に苦しんでいたといわれている。その程度は、署名や歩行にも支障が出たほどであり1930年頃には、編集事務所への出社や退社には、部下がサポートしなければならないようになっていた。1940年3月にライトは、編集長を辞任し、痛みを軽減するために手術も受けたものの6月に死去している。

### 結婚
ライトは、1929年にマジョリー・J・ジンキー（1893年9月1日 - 1974年4月9日）と結婚し、ロバート・ファーズワース・ライト（1930年4月21日 - 1993年3月1日）を儲けている。